# 逸脱
逸脱（いつだつ、英: deviance）は、平均的な基準からの偏向の総称のこと。一般には、単に統計的な意味で出現頻度のごく少ないという意味にとどまらず、その上に「ルールから外れた望ましくない」という道徳的裁定が込められる。

## 社会学における逸脱論
社会学において逸脱論は、異常で病理的とされる社会的事象の研究を行なうものである。ただ、一般の常識ないし偏見から離れ、より科学的な態度でのぞむものである。つまり、ある社会において逸脱として定義される事象は、別の社会では必ずしもそうではない。逸脱論の暗黙の目的は、「正常な」社会の有する諸相を明らかにすることにあり、つまりは、なぜ種々の事象が逸脱として扱われるのかを問うことで、まさに、どのようにして種々の社会が機能しているのかを照射するのである。

## 学説史
フランスの社会学者エミール・デュルケームは、「犯罪は時々の社会にとって不可欠の機能を果たしている」「社会が犯罪をまぬがれることは全く不可能であるから、犯罪は正常的なものである」として犯罪の正常性を主張することで、一般的な常識ないし偏見をくつがえす科学的な社会病理学の先鞭をつけた。
1938年には、アメリカの社会学者ロバート・キング・マートンが、それまでのプラグマティックなアメリカ社会病理学に対して、逸脱行動（deviant behavior）なる用語を定着させる画期的な論文「社会構造とアノミー」を発表し、その後のシカゴ学派などによる逸脱行動研究の流れを用意した。